# Hana Říčná
Hana Říčná (Brno, Checoslovaquia, 20 de diciembre de 1968) es una gimnasta artística checa, especialista en la prueba de la viga de equilibrio con la que logró ser subcampeona mundial en 1983, compitiendo con Checoslovaquia.

## 1983
En el Mundial de Budapest 1983 gana la plata en la viga de equilibrio, situada en el podio tras la soviética Olga Mostepanova y delante de la rumana Lavinia Agache.

## 1985
En el Mundial de Montreal 1985 gana el bronce en las barras asimétricas —tras las alemanas Gabriele Faehnrich y Dagmar Kersten.